# Gonatocerus gregi
Gonatocerus gregi är en stekelart som beskrevs av Girault 1915. Gonatocerus gregi ingår i släktet Gonatocerus och familjen dvärgsteklar. Inga underarter finns listade i Catalogue of Life.